# Tabarka
Tabarka (arab. طبرقة, Ţabarqah) – miasto w północno-zachodniej Tunezji, w gubernatorstwie Dżunduba, położone nad Morzem Śródziemnym, ok. 10 km od granicy algiersko-tunezyjskiej. W 2014 roku miasto liczyło prawie 20 tysięcy mieszkańców.
Miasto jest kurortem turystycznym. Znajdują się tam pole golfowe oraz muzeum korka (musée du liège).
W pobliżu miasta znajduje się port lotniczy.